# Gustaf Magnusson
Gustav Erik Magnusson (Alatornio, 8 dicembre 1902 – Helsinki, 27 dicembre 1993) è stato un militare e aviatore finlandese, asso dell'aviazione da caccia nel corso della seconda guerra mondiale abbattendo individualmente 5 aerei nemici e uno in collaborazione nel corso di 158 missioni. Insignito della onorificenza di Cavaliere della Croce di Mannerheim di seconda classe.

## Biografia

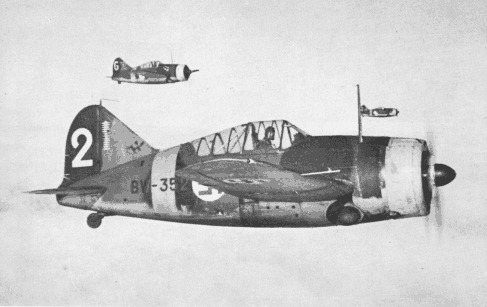
Il caccia Brewster B-239 Buffalo, l'aereo con cui Magnusson volò durante la Guerra di continuazione.

Nacque ad Alatornio, l'8 dicembre 1902, figlio di Gustaf Leopold e Maria Elisabeth Häll. Partecipò alla guerra civile finlandese nel 1918 a fianco dei bianchi come fuciliere e prendendo parte alle battaglie di Kuopio, Tampere e Viipuri. Nel 1923 si iscrisse al liceo classico di Kuopio. Dopo aver completato il servizio militare di leva nel reggimento "Pohjois Savo", presentò domanda per entrare nella Scuola cadetti ufficiali per la quale fu accettato per il corso numero 6 il 1º dicembre 1923. Al termine del corso fu promosso sottotenente e assegnato alla Squadriglia per l'Aviazione navale il 30 settembre 1925.  Promosso tenente il 14 maggio 1927, nel corso degli anni trenta del XX secolo prestò servizio presso il quartier generale della Suomen ilmavoimat. Divenne capitano il 30 novembre 1932.
Tra il 1936 e il 1937 andò due volte nei Paesi Bassi al fine di collaudare in volo le macchine offerte all'aeronautica militare finlandese e valutarne l'idoneità al combattimento aereo e le caratteristiche di volo. Nel 1938 effettuò una missione di tre mesi in Germania, dove conobbe, tra le altre cose, le tattiche utilizzate dai caccia tedeschi.
Il 21 novembre 1938 assunse il comando del 24º Squadrone caccia (LeLv 24), equipaggiato con i Fokker D.XXI. Nel corso della guerra d'inverno conseguì 4 vittorie aeree, venendo promosso maggiore il 6 dicembre 1939.
Dopo l'inizio della guerra di continuazione il 10 novembre 1941 fu promosso tenente colonnello, e allo stesso tempo gli fu anche vietato di effettuare missioni belliche.
Prestò servizio come comandante dello LeLv 24, fino al maggio 1943, quando fu nominato comandante del 3º Reggimento aereo (LeR 3), e in questa posizione prestò servizio fino alla fine delle operazioni militari. Nell'agosto 1941 fu proposto per la concessione della Croce di Mannerheim, cosa che non venne accettata. Sulla base della ripresentazione fatta dal Comandante dell'Aeronautica militare J. F. Lundqvist il 23 giugno 1944, fu nominato Cavaliere della Croce di Mannerheim il 26 giugno 1944 con il numero 129. Fu promosso colonnello il 27 agosto 1944.
Lasciato il servizio attivo il 17 marzo 1946, avendo conseguito 5 vittorie aeree individuali e una in collaborazione,  iniziò a lavorare nel settore bancario presso la Nordic Union Bank come direttore di banca a Varkaus (1946–1952), Lahti (1953–1955) e Helsinki Rautatientori fino al (1955-1969).
Promosso maggiore generale il 4 giugno 1993, si spense a Helsinki il 27 dicembre dello stesso anno ed è sepolto nel cimitero di Hietaniemi.
La figlia minore di Gustaf Magnusson è l'attrice Erikka Magnusson.

### Annotazioni
1. ↑  Si trattava di tre bombardieri Ilyushin DB-3 e tre Tupolev SB-2.

### Fonti
1. 1 2 3  Hurmerinta, Viitanen 1994, p. 223.
2. 1 2 3  Keskinen, Stenman 2003, p. 67.
3. 1 2 3  Brantberg 1999, pp. 150-157.
4. 1 2 3 4 5 6 7 8 9 10  Mannerheim Ristinritarit.
5. ↑   Kuka kukin on (Aikalaiskirja) 1954, s. 507
6. ↑  Keskinen, Stenman 2003, p. 66.
7. ↑  Keskinen, Stenman 2006, pp. 115-116.
8. ↑  Ciel de Gloire.